# Bunchosia brevistyla
Bunchosia brevistyla är en tvåhjärtbladig växtart som beskrevs av W.R. Anderson. Bunchosia brevistyla ingår i släktet Bunchosia och familjen Malpighiaceae. Inga underarter finns listade i Catalogue of Life.